# Venezuela ai Giochi della XXXIII Olimpiade
Il Venezuela ha partecipato ai Giochi della XXXIII Olimpiade, svoltisi a Parigi dal 26 luglio all'11 agosto 2024, con una delegazione di 33 atleti, 18 uomini e 15 donne, in 11 sport e 12 discipline.
I portabandiera alla cerimonia di apertura sono stati Julio Mayora e Yulimar Rojas.

## Delegazione
| Sport             | Uomini | Donne | Totale |
| ----------------- | ------ | ----- | ------ |
| Atletica leggera  | 2      | 4     | 7      |
| Ciclismo          | 1      | 0     | 1      |
| Equitazione       | 1      | 1     | 2      |
| Judo              | 0      | 1     | 1      |
| Lotta             | 2      | 2     | 4      |
| Nuoto             | 2      | 1     | 3      |
| Pugilato          | 1      | 1     | 2      |
| Scherma           | 4      | 1     | 5      |
| Sollevamento pesi | 2      | 3     | 5      |
| Taekwondo         | 1      | 0     | 1      |
| Tiro              | 2      | 0     | 2      |
| Totale            | 18     | 14    | 32     |

## Atletica leggera

### Maschile

#### Corse su pista, marcia e maratona
| Atleta             | Evento | Batteria | Batteria  | Ripescaggi | Ripescaggi | 2º turno | 2º turno  | Finale | Finale    |
| Atleta             | Evento | Tempo    | Risultato | Tempo      | Risultato  | Tempo    | Risultato | Tempo  | Risultato |
| ------------------ | ------ | -------- | --------- | ---------- | ---------- | -------- | --------- | ------ | --------- |
| José Antonio Maita | 800 m  | 1'48"02  | eliminato | 1'46"44    | eliminato  |          |           |        |           |

#### Eventi su campo
| Atleta           | Evento       | Qualificazioni | Qualificazioni | Finale | Finale    |
| Atleta           | Evento       | Misura         | Posizione      | Misura | Posizione |
| ---------------- | ------------ | -------------- | -------------- | ------ | --------- |
| Leodan Torrealba | Salto triplo | 16,18 m        | eliminato      |        |           |

### Femminile

#### Corse su pista, marcia e maratona
| Atleta        | Evento         | Batteria | Batteria  | Ripescaggi | Ripescaggi | 2º turno | 2º turno  | Finale   | Finale    |
| Atleta        | Evento         | Tempo    | Risultato | Tempo      | Risultato  | Tempo    | Risultato | Tempo    | Risultato |
| ------------- | -------------- | -------- | --------- | ---------- | ---------- | -------- | --------- | -------- | --------- |
| Joselyn Brea  | 1500 m         | 4'13"17  | eliminata | 4'05"93    | eliminata  |          |           |          |           |
| Joselyn Brea  | 5000 m         | 15'02"89 | Q         |            |            |          |           | 15'17"40 | 15°       |
| Yoveinny Mota | 100 m ostacoli | SQ       | SQ        |            |            |          |           |          |           |

#### Eventi su campo
| Atleta           | Evento              | Qualificazioni | Qualificazioni | Finale  | Finale    |
| Atleta           | Evento              | Misura         | Posizione      | Misura  | Posizione |
| ---------------- | ------------------- | -------------- | -------------- | ------- | --------- |
| Robeilys Peinado | Salto con l'asta    | 4,40 m         | Q              | 4,60 m  | 10°       |
| Rosa Rodríguez   | Lancio del martello | 71,76 m        | Q              | 72,98 m | 8°        |

## Ciclismo

### Maschile
| Atleta       | Evento                  | Tempo      | Classifica |
| ------------ | ----------------------- | ---------- | ---------- |
| Orluis Aular | Corsa in linea maschile | 6h 26' 57" | 53°        |

## Equitazione

### Dressage
| Atleta            | Cavallo        | Evento      | Round 1   | Round 1    | Round 2   | Round 2    | Round 2          | Round 2    | Finale    | Finale     | Finale           | Finale     |
| Atleta            | Cavallo        | Evento      | Punteggio | Classifica | Punteggio | Classifica | Punteggio totale | Classifica | Punteggio | Classifica | Punteggio totale | Classifica |
| ----------------- | -------------- | ----------- | --------- | ---------- | --------- | ---------- | ---------------- | ---------- | --------- | ---------- | ---------------- | ---------- |
| Patricia Ferrando | Honnaisseur SJ | Individuale | 67,143    | 7°         |           |            |                  |            |           |            |                  |            |

### Salto ostacoli
| Atleta                   | Cavallo | Gara        | Qualificazione | Qualificazione | Finale   | Finale    |
| Atleta                   | Cavallo | Gara        | Penalità       | Posizione      | Penalità | Posizione |
| ------------------------ | ------- | ----------- | -------------- | -------------- | -------- | --------- |
| Luis Fernando Larrázabal | Condara | Individuale | 20             | 63º            |          |           |

## Judo

### Femminile
| Atleta             | Evento | 16-esimi                    | Ottavi               | Quarti               | Semifinali           | Ripescaggio          | Med. bronzo          | Finale               | Posizione       |
| Atleta             | Evento | Avversario Risultato        | Avversario Risultato | Avversario Risultato | Avversario Risultato | Avversario Risultato | Avversario Risultato | Avversario Risultato | Posizione       |
| ------------------ | ------ | --------------------------- | -------------------- | -------------------- | -------------------- | -------------------- | -------------------- | -------------------- | --------------- |
| Anriquelis Barrios | −63 kg | Belkadi (ALG) P (0000-0001) | non qualificata      | non qualificata      | non qualificata      | non qualificata      | non qualificata      | non qualificata      | non qualificata |

## Lotta

### Maschile

#### Libera
| Atleta          | Evento | Ottavi               | Quarti               | Semifinali           | Ripescaggio          | Finale/ Finale per il bronzo | Pos.            |
| Atleta          | Evento | Avversario Risultato | Avversario Risultato | Avversario Risultato | Avversario Risultato | Avversario Risultato         | Pos.            |
| --------------- | ------ | -------------------- | -------------------- | -------------------- | -------------------- | ---------------------------- | --------------- |
| Anthony Montero | –74 kg | Dake (USA) P (0-10)  | non qualificato      | non qualificato      | non qualificato      | non qualificato              | non qualificato |

#### Greco-romana
| Atleta           | Evento | Ottavi                 | Quarti               | Semifinali           | Ripescaggio           | Finale               | Pos. |
| Atleta           | Evento | Avversario Risultato   | Avversario Risultato | Avversario Risultato | Avversario Risultato  | Avversario Risultato | Pos. |
| ---------------- | ------ | ---------------------- | -------------------- | -------------------- | --------------------- | -------------------- | ---- |
| Raiber Rodríguez | −60 kg | Məmmədov (AZE) V (3-1) | Cao (CHN) P (1-3)    |                      | Mohamed (EGY) V (4-1) | Ri (PRK) P (0-4)     | 5°   |

### Femminile

#### Libera
| Atleta             | Evento | Ottavi                 | Quarti               | Semifinali           | Ripescaggio          | Finale/ Finale per il bronzo | Pos.            |
| Atleta             | Evento | Avversario Risultato   | Avversario Risultato | Avversario Risultato | Avversario Risultato | Avversario Risultato         | Pos.            |
| ------------------ | ------ | ---------------------- | -------------------- | -------------------- | -------------------- | ---------------------------- | --------------- |
| Betzabeth Argüello | –53 kg | Malmgren (SWE) P (0-5) | non qualificata      | non qualificata      | non qualificata      | non qualificata              | non qualificata |
| Soleymi Caraballo  | –68 kg | Ozaki (JPN) P (0-4)    | non qualificata      | non qualificata      | non qualificata      | non qualificata              | non qualificata |

## Nuoto

### Maschile
| Atleta         | Evento             | Batterie | Batterie   | Semifinali      | Semifinali      | Finale          | Finale          |
| Atleta         | Evento             | Tempo    | Classifica | Tempo           | Classifica      | Tempo           | Classifica      |
| -------------- | ------------------ | -------- | ---------- | --------------- | --------------- | --------------- | --------------- |
| Alberto Mestre | 50 m stile libero  | 22"02    | 21         | Non qualificato | Non qualificato | Non qualificato | Non qualificato |
| Alberto Mestre | 100 m stile libero | 49"51    | 31         | Non qualificato | Non qualificato | Non qualificato | Non qualificato |
| Alfonso Mestre | 400 m stile libero | 3'48"20  | 19         | Non qualificato | Non qualificato | Non qualificato | Non qualificato |
| Alfonso Mestre | 800 m stile libero | 8'12"03  | 29         | Non qualificato | Non qualificato | Non qualificato | Non qualificato |

### Femminile
| Atleta       | Evento             | Batterie | Batterie   | Semifinali      | Semifinali      | Finale          | Finale          |
| Atleta       | Evento             | Tempo    | Classifica | Tempo           | Classifica      | Tempo           | Classifica      |
| ------------ | ------------------ | -------- | ---------- | --------------- | --------------- | --------------- | --------------- |
| María Yegres | 200 m stile libero | 2'00"'06 | 20         | Non qualificato | Non qualificato | Non qualificato | Non qualificato |

## Pugilato

### Maschile
| Atleta     | Evento                | 16-esimi             | Ottavi               | Quarti               | Semifinali           | Finale               |
| Atleta     | Evento                | Avversario Risultato | Avversario Risultato | Avversario Risultato | Avversario Risultato | Avversario Risultato |
| ---------- | --------------------- | -------------------- | -------------------- | -------------------- | -------------------- | -------------------- |
| Jesús Cova | Pesi piuma (-63.5 kg) |                      | Sinsiri P 0-5        |                      |                      |                      |

### Femminile
| Atleta         | Evento              | 16-esimi             | Ottavi               | Quarti               | Semifinali           | Finale               |
| Atleta         | Evento              | Avversario Risultato | Avversario Risultato | Avversario Risultato | Avversario Risultato | Avversario Risultato |
| -------------- | ------------------- | -------------------- | -------------------- | -------------------- | -------------------- | -------------------- |
| Omailyn Alcalá | Pesi gallo (-57 kg) | Szeremeta P 1-4      |                      |                      |                      |                      |

## Scherma

### Maschile
| Atleta                                       | Evento            | Preliminari          | 16-esimi             | Ottavi               | Quarti di finale     | Semifinale           | Finale               |
| Atleta                                       | Evento            | Avversario Punteggio | Avversario Punteggio | Avversario Punteggio | Avversario Punteggio | Avversario Punteggio | Avversario Punteggio |
| -------------------------------------------- | ----------------- | -------------------- | -------------------- | -------------------- | -------------------- | -------------------- | -------------------- |
| Francisco Limardo                            | Spada Individuale |                      | Wang P (12-15)       |                      |                      |                      |                      |
| Rubén Limardo                                | Spada Individuale |                      | Andrásfi P (10-15)   |                      |                      |                      |                      |
| Grabiel Lugo                                 | Spada Individuale | Zhang V (15-11)      | Koch V (15-10)       | Andrásfi P (12-13)   |                      |                      |                      |
| Francisco Limardo Rubén Limardo Grabiel Lugo | Spada a squadre   |                      |                      |                      | Giappone P (33-39)   | Italia P (34-45)     | Egitto V (41-35)     |

### Femminile
| Atleta            | Evento               | Preliminari          | 16-esimi             | Ottavi               | Quarti di finale     | Semifinale           | Finale               |
| Atleta            | Evento               | Avversario Punteggio | Avversario Punteggio | Avversario Punteggio | Avversario Punteggio | Avversario Punteggio | Avversario Punteggio |
| ----------------- | -------------------- | -------------------- | -------------------- | -------------------- | -------------------- | -------------------- | -------------------- |
| Khaterine Paredes | Sciabola Individuale | Márton P (10-15)     |                      |                      |                      |                      |                      |

## Sollevamento pesi

### Maschile
| Atleta              | Evento | Strappo   | Strappo    | Slancio   | Slancio    | Totale | Classifica |
| Atleta              | Evento | Risultato | Classifica | Risultato | Classifica | Totale | Classifica |
| ------------------- | ------ | --------- | ---------- | --------- | ---------- | ------ | ---------- |
| Julio Mayora        | -73 kg | 152       | 5          | 0         | -          | DNF    | -          |
| Keydomar Vallenilla | -89 kg | 162       | 10         | 196       | 8          | 358    | 8          |

### Femminile
| Atleta            | Evento | Strappo   | Strappo    | Slancio   | Slancio    | Totale | Classifica |
| Atleta            | Evento | Risultato | Classifica | Risultato | Classifica | Totale | Classifica |
| ----------------- | ------ | --------- | ---------- | --------- | ---------- | ------ | ---------- |
| Katherin Echandia | -49 kg | 83        | 9          | 105       | 9          | 188    | 9          |
| Anyelin Venegas   | -59 kg | 102       | 6          | 128       | 6          | 230    | 4          |
| Naryury Pérez     | +81 kg | 114       | 10         | 145       | 7          | 259    | 8          |

## Taekwondo

### Maschile
| Atleta           | Evento | Ottavi               | Quarti               | Semifinale           | Ripescaggio Turno 1  | Ripescaggio Turno 2  | Finale               |
| Atleta           | Evento | Avversario Risultato | Avversario Risultato | Avversario Risultato | Avversario Risultato | Avversario Risultato | Avversario Risultato |
| ---------------- | ------ | -------------------- | -------------------- | -------------------- | -------------------- | -------------------- | -------------------- |
| Yohandri Granado | −58 kg | Tae-joon (KOR) P 0-2 | -                    | -                    | Ravet (FRA) P 0-2    | non qualificato      | non qualificato      |

## Tiro a segno/volo

### Maschile
| Atleta          | Evento                  | Qualificazione | Qualificazione | Finale          | Finale          |
| Atleta          | Evento                  | Punteggio      | Classifica     | Punteggio       | Classifica      |
| --------------- | ----------------------- | -------------- | -------------- | --------------- | --------------- |
| Douglas Gómez   | Pistola 25 m automatica | 569            | 29º            | non qualificato | non qualificato |
| Leonel Martínez | Trap                    | 116            | 28º            | non qualificato | non qualificato |